# Luca Mazzanti
Luca Mazzanti, né le 4 février 1974 à Bologne, est un coureur cycliste italien. Il est devenu professionnel en 1997 au sein de l'équipe Refin-Mobilvetta.

## Palmarès

### Palmarès amateur
- 1996
  - 4e étape du Tour de Vénétie et des Dolomites
  - 2e étape de Barcelone-Montpellier
  - 2e du Tour du Tessin
  - 2e de la Coppa della Pace
  - 3e du Tour de Vénétie et des Dolomites
  - 3e de la Coppa Caivano
  - 3e du Giro del Casentino

### Palmarès professionnel
- 1997
  - 2e de la Semaine cycliste bergamasque
  - 3e du Grand Prix Bruno Beghelli
- 1998
  - Tour du lac Majeur
  - Grand Prix de Fourmies
  - 2e du Grand Prix Bruno Beghelli
  - 3e du Grand Prix de l'industrie et de l'artisanat de Larciano
- 1999
  - 3e du Critérium des Abruzzes
- 2000
  - 3e du Trophée Matteotti
- 2001
  - 3e étape du Ster Elektrotoer
  - 2e du Trophée Matteotti
- 2003
  - 5e étape de la Semaine internationale Coppi et Bartali
  - 3e du Grand Prix de la ville de Camaiore
  - 3e du Grand Prix Bruno Beghelli
- 2004
  - 3e du Mémorial Marco Pantani
  - 10e du Tour de Lombardie
- 2005
  - Giro d'Oro
  - Grand Prix de l'industrie et de l'artisanat de Larciano
  - 4e étape du Tour d'Italie
  - Grand Prix Fred Mengoni
  - 2e du Tour des Apennins
  - 2e du Mémorial Marco Pantani
  - 3e du Trophée Melinda
- 2006
  - 1re étape du Tour du Trentin
  - 2e du Tour du Trentin
  - 2e du Tour des Apennins
  - 2e du Mémorial Marco Pantani
  - 3e du Giro d'Oro
  - 3e du Tour des Asturies
- 2007
  - Grand Prix de Lugano
  - 2e du Mémorial Marco Pantani
  - 2e du Trophée Melinda
  - 2e du Mémorial Cimurri
  - 2e de l'UCI Europe Tour
  - 3e du Grand Prix de Chiasso
  - 3e du Tour du Trentin
  - 3e de la Coppa Agostoni
  - 3e du Trophée Matteotti
  - 7e du Tour de Lombardie
- 2009
  - 2e du Grand Prix d'Isbergues
- 2010
  - 3e étape du Tour de Burgos (contre-la-montre par équipes)
- 2011
  - 2e du GP Nobili Rubinetterie Coppa Papa Carlo
- 2013
  - 2e du Tour des Apennins

## Résultats sur les grands tours

### Tour de France
1 participation
- 1999 : 137e

### Tour d'Italie
13 participations
- 1997 : 41e
- 1998 : abandon
- 2002 : 67e
- 2003 : abandon
- 2004 : 46e
- 2005 : 39e, vainqueur de la 4e étape
- 2006 : 20e
- 2007 : 31e
- 2008 : 47e
- 2009 : 42e
- 2010 : 79e
- 2011 : 103e
- 2012 : 116e

## Classements mondiaux
| Année           | 2005 | 2006 | 2007 | 2008 | 2009 | 2010 | 2011 | 2012 | 2013 |
| --------------- | ---- | ---- | ---- | ---- | ---- | ---- | ---- | ---- | ---- |
| UCI Europe Tour | 7e   | 5e   | 2e   | 127e |      |      | 177e | 615e | 231e |